# Нуньо Гонсалес де Лара Эль Буэно
Нуньо Гонсалес I де Лара и Леон, про прозвищу Эль Буэно («Добрый») (? — 8 сентября 1275) — кастильский аристократ, королевский советник и военачальник. Он был главой Дома Лары и близким личным другом короля Кастилии Альфонсо Х Мудрого. Политика короля часто препятствовала его усилиям увеличить власть и богатство своего дома, и в 1272 году он призвал многих видных дворян к открытому восстанию против королевской власти. Восстановленный в фаворе на следующий год, он погиб, защищая замок Эсиха от вторжения марокканцев.

## Ранняя жизнь и семья
Нуньо был младшим сыном Гонсало Нуньеса де Лара (ок. 1165 — ок. 1228) и Марии Диас де Аро и Азагра, дочери графа Диего Лопеса II из дома Аро (ок. 1152—1214). Его старший брат Диего Гонсалес де Лара скончался между 1235 и 1239 годами. Нуньо вырос в поместьях рода де Лара близ Вильяльдемиро и Селады. Он стал самым близким другом будущего Альфонсо X во времена детства принца (1223—1231), когда король Кастилии Фердинанд III отправил его воспитываться подальше от королевского двора. Нуньо не получил большого наследства и до смерти своего брата Диего не имел практически никакого политического влияния в королевстве. В 1240 году Фердинанд III пожаловал принцу Альфонсо дом и доход. Нуньо был частым гостем при дворе принца, наряду с другими друзьями детства, такими как дети бывшего опекуна Альфонсо, Гарсия Фернандес де Вильямайор.
Нуньо получил известность как военачальник при короле Фердинанде III в 1240-х гг. После того, как Альфонсо стал королем в 1252 году, Нуньо стал постоянным посетителем королевского двора. Он часто подписывал королевские хартии между 1252 и 1256 годами. Как признак своей близости к королю, он обычно подписывался первым после прелатов и членов королевской семьи, занимая самое высокое положение, возможное для светского человека, не являющегося королевским сановником. Он женился на Терезе Альфонсо, незаконнорожденной дочери короля Леона Альфонсо IX, и у них родились два сына: Хуан Нуньес I де Лара и Нуньо Гонсалес II де Лара (? — 1291).

## Служба и владения
В 1255 году Нуньо Гонсалес де Лара возглавил королевскую армию, которая победила мятежного брата Альфонсо инфанта Энрике близ Лебрихи, вынудив его покинуть Кастилию. Он трижды подавлял восстания мудехаров: в Херес-де-ла-Фронтере в 1255 году, в Эсихе в 1262—1263 годах и в en:Castle of MatreraМатрере в 1263 году. Ему были предоставлены относительно безопасные владения в Буребе, Ла-Риохе и Кастилья-Ла-Вьеха в Северной Кастилии, а также более новые владения в крепостях Эсиха, Херес и Севилья на границе, в районах, где христиане-испанцы только начинали селиться в большом количестве.
Учитывая большое количество поместий, которые перешли во владение короны в середине XIII века, король Кастилии Альфонсо X не был особенно щедр с Нуньо Гонсалесо де Ларой. Дворянин получил только одно большое поместье, Corixad Albat, которое составляло ядро муниципалитета Эррера. Он также получил некоторые земли в Асналькасаре, некоторые дома в Севилье в 1258 году и ветряные мельницы в Алькала-де-Гуадаире. Таковы были размеры королевских пожалований, которые он получал. Он и его жена владели несколькими ветряными мельницами в Алькале, приобретенными другими способами, и продали их Ордену Сантьяго в обмен на дом в Сан-Мигель-де-Бобадилья в декабре 1259 года. В то время, когда он был арендатором Эсихи, он купил несколько винных погребов там же. В целом, владения Нуньо Гонсалеса де Лары, по-видимому, позволяли ему содержать свиту из около 300 рыцарей.
В 1260 году Нуньо устроил брак своего сына Хуана с Терезой Альварес де Азагра, наследницей сеньории де Альбаррасин. Это был большая автономная сеньория, лежащая между Кастилией, Арагоном и Валенсией.

## Херес (1261—1264)
Весной или летом 1261 года кастильский король Альфонсо X завоевал Херес. Он назначил Нуньо первым христианским алькаидом (кастеляном) Алькасара (цитадели) Херес-де-ла-Фронтера. Нуньо тут же назначил своим командиром рыцаря Гарсию Гомеса Каррильо. К 1264 году мусульманские горожане построили стену между городом и цитаделью. В тот год, при поддержке династии Маринидов в Марокко они восстали и напали на цитадель, где Нуньо Гонсалес де Лара командовал лишь несколькими рыцарями. Он немедленно обратился к королю в Севилье и потребовал, чтобы тот лично пришел ему на смену. Когда помощи не последовало, Нуньо оставил свой пост, оставив лишь небольшой гарнизон. Небольшое подкрепление из Севильи прибыло слишком поздно. Цитадель пала, и гарнизон был вырезан 8 августа. Нуньо Гонсалес де Лара получил от короля выговор за то, что не смог защитить цитадель. Несмотря на позор, который он навлёк на себя, Нуньо получил компенсацию за потерю доходов от Хереса.

## Восстание против кастильской короны (1267—1273)
В 1266 году Бану Ашкилула, самая могущественная семья в Гранадском эмирате после правящих Насридов и контролирующая порт Малаги, обратилась к кастильскому королю Альфонсо X с просьбой о союзе против эмира Гранады Ибн аль-Ахмара. Было подписано письменное соглашение, в котором Альфонсо обещал лично возглавить армию против Гранады, если эмир Ибн аль-Ахмар нападет на Бану Ашкилулу. Он также послал Нуньо Гонсалес де Лару с армией из 1000 рыцарей на помощь Бану Ашкилула. Нуньо, возможно, добрался до Малаги, но нет никаких записей о том, что его армия вела какие-либо бои. В 1267 году был подписан договор Алькала-де-Бензаиде, который восстановил мир между Кастилией и Гранадой.
Уже в 1267 году в отношениях Нуньо Гонсалеса де Лары с короной Кастилии стали появляться трещины. 16 февраля 1267 года в Бадахосском договоре Альфонсо отказался от узуфрукта (права использования имущества) в Алгарви, отказавшись от всех своих притязаний на него в пользу короля Португалии Диниша. Взамен Португалия отказалась от земли к востоку от Алгарви от Гвадианы в пользу Кастилии. Первоначальное соглашение датировалось 1253 годом, когда дочь Альфонсо Беатриса вышла замуж за инфанта Афонсу III Португальского. В рамках этого соглашения Португалия возобновила выплату Кастильскому королевству дани — ежегодной службы пятидесяти рыцарей. Нуньо Гонсалес де Лара на собрании кортесов в присутствии короля Диниша настоятельно рекомендовал Альфонсо не отказываться от уплаты дани. Это вызвало очень публичное несогласие между Нуньо и королем. В конце концов, король добился своего.
В июне 1268 года, когда его годичное перемирие с Бану Ашкилула подходило к концу, гранадский эмир Ибн аль-Ахмар отправился в Севилью, чтобы посовещаться с королем Кастилии Альфонсо X. Он потерпел неудачу в своей попытке разорвать союз между Альфонсо и Бану Ашкилулу, но он действительно получил недовольного кастильского аристократа в качестве союзника. Сын и тезка Нуньо, Нуньо II, посетил эмира Гранады в его шатре и пожаловался на несправедливость и позор, от которых пострадала его семья при короле Альфонсо X. Ибн аль-Ахмар был готов помочь роду де Лара добиться справедливости в обмен на их военную помощь против клана Бану Ашкилула. Он подарил младшему Нуньо драгоценности и велел ему сообщить его отцу и брату Хуану Нуньесу об их согласии.
В конце 1269 года Нуньо Гонсалес де Лара стремился поступить на службу к королю Арагона Хайме I, который был в Бургосе на свадьбе сына Альфонсо X, Фернандо де ла Серда. Он предложил Хайме перейти на службу с одной или двумя сотнями рыцарей, но его отговорил Хайме, находившийся в хороших отношениях с кастильским королем Альфонсо. Вскоре после этого Нуньо поступил на службу к королю Наварры Генриху I, с которым недовольные дворяне поддерживали контакт с 1268 года. Он, возможно, был вынужден покинуть Кастилию, одобрив чрезвычайный налог (шесть сервициев) кортесами, состоявшимися в Бургосе в ноябре. К 1272 году Нуньо Гонсалес де Лара он вступил в открытое восстание в сговоре с врагами Кастилии вместе с группой высокопоставленных дворян.
В июне 1272 года Мариниды вторглись в Кастилию из Марокко. Кастильский король Альфонсо X приказал провести всеобщую мобилизацию, призвав свою знать явиться на границу под командованием своего брата Мануэля и сына Фернандо. Отказ многих из них явиться на суд был началом восстания знати. Лидеры восстания, включая Нуньо Гонсалеса де Лары и инфанта Филиппа, брата короля, поддерживали контакт с эмиром Маринидов Абу Юсуфом и его сыном Абд аль-Вахидом. Одиннадцать писем, отправленных правителем Маринидов и его сыном лидерам мятежников, были перехвачены людьми короля. Перед Абу Юсуфом мятежники обвинили короля Альфонсо X в запрете чеканки монет, нарушении их обычных привилегий, создании инфляции и покровительстве купцам. Абу Юсуф призвал Нуньо Гонсалеса де Лару отправить своего сына Нуньо к нему в Марокко, где он обещал сделать младшего Нуньо «королем» христиан, то есть командиром христианского ополчения.
До конца 1272 года Нуньо и несколько других лидеров мятежников отдали дань уважения и присягнули на верность гранадскому эмиру Ибн аль-Ахмару. Их заявленная цель заключалась в восстановлении договора Алькала-де-Бензаида и португальской дани. Несмотря на явные доказательства измены, дворяне участвовали в кортесах в ноябре в Бургосе. Альфонсо пошел на некоторые уступки, но их было недостаточно, чтобы удовлетворить мятежников. Нуньо Гонсалес де Лара и другие зачинщики восстания решили отправиться в изгнание в Гранаду, но не без разграбления кастильской земли. Сыновья Нуньо присоединились к нему в изгнании. По прибытии в Гранаду Ибн аль-Ахмар послал кастильцев грабить земли вокруг Гуадикса, принадлежавшие Бану Ашкилула. Когда Ибн аль-Ахмар умер 12 января 1273 года, возник спор о престолонаследии, но поддержка кастильских дворян-изгнанников его сына Абу Абд Аллаха обеспечила ему трон.

## Защита Эсихи (1273—1275)
В 1273 году новый эмир Гранады и кастильские мятежники быстро начали переговоры с королем Альфонсо. В июле Альфонсо и повстанцы достигли соглашения в Севилье. Число слуг было сокращено до четырёх, а королевский фуэро (который давал привилегии городам) был отменен. В декабре было заключено перемирие с эмиром Гранады. В марте 1274 года Нуньо Гонсалес де Лара, вернувшийся на службу к королю Кастилии, посетил королевский двор в Бургосе. Альфонсо предоставил Нуньо поместье Эсиха. Согласно хронике Альфонсо X, Нуньо Гонсалес де Лара был назначен главным аделантадо на границе, став главнокомандующим, отвечающим за оборону южной границы Кастилии. Фактически, незаконнорожденный сын короля Альфонсо Фернандес Эль-Ниньо, базирующийся в Севилье, получил командование кастильскими гарнизонами на границе. Однако из-за перемирия граница была спокойной, и Нуньо с сыном Хуаном даже подумывали о том, чтобы откликнуться на призыв Второго Лионского собора (18 мая 1274 года) о новом крестовом походе в Святую Землю. Вторжение Маринидов в мае 1275 года помешало ему сделать это.
После первых походов на Севилью и Хаэн Абу Юсуф лично возглавил главную армию Маринидов против крепости Эсиха. Хотя некоторые советовали ему избегать ожесточённой битвы, Нуньо Гонсалес де Лара решил последовать совету других, которые советовали ему, что ожесточённая битва — это единственный способ спасти его честь. Марокканский историк Ибн Аби Зар, который называет Нуньо «проклятым», пишет, что он возглавлял огромную армию с нагрудниками, кольчугами, знамёнами и трубами. Нуньо Гонсалес де Лара погиб в битве при Эсихи, вероятно, в воскресенье, 8 сентября 1275 года, как записано Ибн Аби Заром. Единственный христианский источник на сегодняшний день по этой битве — Толедские анналы — сообщают, что сражение произошло в субботу, 7 сентября. По словам Ибн Аби Зара, маринидский эмир предпочёл бы взять Нуньо живым. Он приказал обезглавить всех мёртвых христиан на поле боя. Он не мог взять Эсиху, которую защищали 300 рыцарей, и поэтому отступил. Он вступил в Альхесирас с триумфом 18 сентября, с головой Нуньо, которая была выставлена напоказ на столбе. После этого он послал голову Нуньо Гонсалеса де Лары эмиру Гранады. Учитывая, что Абу Абд Аллах был обязан своим троном в значительной степени вмешательству Нуньо, которого он знал лично, это было расценено как оскорбление. Из-за дружбы с Нуньо и ненависти к Маринидам Абу Абд Аллах забальзамировал голову в мускусе и камфаре и тайно отправил её в Кордову для погребения вместе с телом. Его воссоединенные голова и тело были доставлены из Кордовы в монастырь Сан-Пабло в Паленсии, где они были похоронены. Там же была похоронена и жена Нуньо, Тереза Альфонсо.